# Flavius Daniliuc
Flavius David Daniliuc (Vienna, 27 aprile 2001) è un calciatore austriaco, difensore della Salernitana e della nazionale austriaca.

## Biografia
Nato in Austria, ha origini rumene.

## Carriera

### Club

#### Gli inizi
Ha iniziato la propria carriera calcistica tra le file dell'Admira Wacker Mödling, prima di trasferirsi al Rapid Vienna nel 2010. L'anno successivo è entrato a far parte del settore giovanile del Real Madrid, dove è riuscito a vincere il campionato giovanile. Il suo trasferimento ai Blancos, però, è stato uno dei fattori che hanno portato al blocco del mercato nel 2016, per via della violazione di alcune disposizioni relative al trasferimento internazionale e al tesseramento di giocatori minorenni.
Nel 2014 decide di lasciare il Real per via dello scarso impiego. Nel 2015 si trasferisce nel settore giovanile del Bayern Monaco su commissione del difensore austriaco David Alaba, che aiutò Daniliuc a potersi mettere in contatto direttamente con il direttore sportivo Matthias Sammer. Nell'ottobre 2018 viene nominato all'interno della lista "Next Generation 2018" da The Guardian, lista in cui erano compresi i 60 migliori giocatori nati nel 2001. Nel 2019 approda ufficialmente nella squadra secondaria del Bayern Monaco, con la quale debutterà il 26 luglio seguente in una gara contro l'Uerdingen.

#### Nizza
Il 18 giugno 2020 viene acquistato dal Nizza a titolo gratuito. Ha fatto il proprio debutto in Ligue 1 il 2 settembre successivo, subentrando al 65' minuto di una gara persa per 3-0 contro il Paris Saint-Germain, mentre la sua prima presenza in una coppa europea arriverà il 5 novembre, in una gara persa per 3-2 contro lo Slavia Praga valida per l'Europa League. Ha messo a segno la sua prima rete per il club in una gara vinta per 2-1 contro il Rennes.

#### Salernitana e Salisburgo
Il 29 agosto 2022 viene acquistato a titolo definitivo dalla Salernitana, firmando un contratto fino al 2026, scegliendo la maglia numero 5. L'esordio con i granata avviene il 5 settembre successivo nella partita contro l'Empoli, pareggiata per 2-2. Concluderà la stagione totalizzando 27 presenze in campionato. Nel luglio 2023 il giocatore sarà vittima di un infortunio al metatarso che lo costringerà ad operarsi e a restare lontano dal campo da gioco per tutta la prima parte di stagione. Torna in campo il 22 settembre seguente nella gara casalinga pareggiata per 1-1 contro il Frosinone.
Il 31 gennaio 2024 viene acquisito dal Salisburgo a titolo temporaneo. Debutta con gli austriaci il 9 febbraio seguente in una gara casalinga pareggiata per 1-1 contro lo Sturm Graz. Durante il suo semestre in patria il giocatore offrirà discrete prestazioni, venendo schierato quasi sempre titolare. Tuttavia, conclude il suo semestre totalizzando 12 presenze, con la squadra piazzatasi al secondo posto in classifica a discapito dello Sturm Graz, che interromperà il dominio del Salisburgo dopo ben 10 stagioni. A fine stagione non viene riscattato.
Tornato alla base, inizia la fase di preparazione con il club granata. Il 17 agosto, al proprio debutto in Serie B contro il Cittadella, sigla la sua prima rete con il club campano.

#### Verona
Il 31 agosto 2024 viene ceduto in prestito con diritto di riscatto al Verona, facendo così ritorno in Serie A. Debutta in maglia scaligera il giorno successivo, nel match esterno vinto contro il Genoa. Nel corso della stagione, dopo un inizio proficuo, viene relegato abbastanza spesso in panchina, collezionando un complessivo di 18 presenze. Nonostante ciò, l'annata termina con la salvezza degli scaligeri in seguito a una vittoria esterna contro l'Empoli, condannato invece alla retrocessione.

### Nazionale
Dopo avere fatto la trafila delle selezioni giovanili austriache, nel marzo 2023 viene convocato per la prima volta in nazionale maggiore, con cui ha esordito il 27 del mese stesso nel successo per 2-1 contro l'Estonia.

## Statistiche

### Presenze e reti nei club
Statistiche aggiornate all'11 maggio 2025.
| Stagione           | Squadra            | Campionato         | Campionato | Campionato | Coppe nazionali | Coppe nazionali | Coppe nazionali | Coppe continentali | Coppe continentali | Coppe continentali | Altre coppe | Altre coppe | Altre coppe | Totale | Totale | Totale |
| Stagione           | Squadra            | Comp               | Pres       | Reti       | Comp            | Pres            | Reti            | Comp               | Pres               | Reti               | Comp        | Pres        | Reti        | Pres   | Reti   |        |
| ------------------ | ------------------ | ------------------ | ---------- | ---------- | --------------- | --------------- | --------------- | ------------------ | ------------------ | ------------------ | ----------- | ----------- | ----------- | ------ | ------ | ------ |
| 2019-2020          | Bayern Monaco II   | 3L                 | 4          | 0          | -               | -               | -               | -                  | -                  | -                  | -           | -           | -           | 4      | 0      |        |
| 2020-2021          | Nizza              | L1                 | 23         | 1          | CF              | 1               | 0               | UEL                | 2                  | 0                  | -           | -           | -           | 26     | 1      |        |
| 2021-2022          | Nizza              | L1                 | 24         | 0          | CF              | 3               | 0               | -                  | -                  | -                  | -           | -           | -           | 27     | 0      |        |
| ago. 2022          | Nizza              | L1                 | 2          | 0          | CF              | 0               | 0               | UECL               | 0                  | 0                  | -           | -           | -           | 2      | 0      |        |
| Totale Nizza       | Totale Nizza       | Totale Nizza       | 49         | 1          |                 | 4               | 0               |                    | 2                  | 0                  |             | -           | -           | 55     | 1      |        |
| ago. 2022-2023     | Salernitana        | A                  | 27         | 0          | CI              | 0               | 0               | -                  | -                  | -                  | -           | -           | -           | 27     | 0      |        |
| 2023-gen. 2024     | Salernitana        | A                  | 14         | 0          | CI              | 1               | 0               | -                  | -                  | -                  | -           | -           | -           | 15     | 0      |        |
| gen.-giu. 2024     | Salisburgo         | BL                 | 11         | 0          | CA              | 1               | 0               | UCL                | -                  | -                  | -           | -           | -           | 12     | 0      |        |
| ago. 2024          | Salernitana        | B                  | 3          | 1          | CI              | 1               | 0               | -                  | -                  | -                  | -           | -           | -           | 4      | 1      |        |
| Totale Salernitana | Totale Salernitana | Totale Salernitana | 44         | 1          |                 | 2               | 0               |                    | -                  | -                  |             | -           | -           | 46     | 1      |        |
| ago. 2024-2025     | Verona             | A                  | 18         | 0          | CI              | 0               | 0               | -                  | -                  | -                  | -           | -           | -           | 18     | 0      |        |
| Totale carriera    | Totale carriera    | Totale carriera    | 126        | 2          |                 | 7               | 0               |                    | 2                  | 0                  |             | -           | -           | 135    | 2      |        |

### Cronologia presenze e reti in nazionale
| Cronologia completa delle presenze e delle reti in nazionale ― Austria | Cronologia completa delle presenze e delle reti in nazionale ― Austria | Cronologia completa delle presenze e delle reti in nazionale ― Austria | Cronologia completa delle presenze e delle reti in nazionale ― Austria | Cronologia completa delle presenze e delle reti in nazionale ― Austria | Cronologia completa delle presenze e delle reti in nazionale ― Austria | Cronologia completa delle presenze e delle reti in nazionale ― Austria | Cronologia completa delle presenze e delle reti in nazionale ― Austria |
| Data                                                                   | Città                                                                  | In casa                                                                | Risultato                                                              | Ospiti                                                                 | Competizione                                                           | Reti                                                                   | Note                                                                   |
| ---------------------------------------------------------------------- | ---------------------------------------------------------------------- | ---------------------------------------------------------------------- | ---------------------------------------------------------------------- | ---------------------------------------------------------------------- | ---------------------------------------------------------------------- | ---------------------------------------------------------------------- | ---------------------------------------------------------------------- |
| 27-3-2023                                                              | Linz                                                                   | Austria                                                                | 2 – 1                                                                  | Estonia                                                                | Qual. Euro 2024                                                        | -                                                                      | 46’                                                                    |
| 26-3-2024                                                              | Vienna                                                                 | Austria                                                                | 6 – 1                                                                  | Turchia                                                                | Amichevole                                                             | -                                                                      | 88’                                                                    |
| 8-6-2024                                                               | San Gallo                                                              | Svizzera                                                               | 1 – 1                                                                  | Austria                                                                | Amichevole                                                             | -                                                                      | 46’                                                                    |
| Totale                                                                 |                                                                        | Presenze                                                               | 3                                                                      |                                                                        | Reti                                                                   | 0                                                                      |                                                                        |

## Palmares

### Club

#### Competizioni nazionali
- 3. Liga: 1

Bayern Monaco II: 2019-2020